# Frank Costello

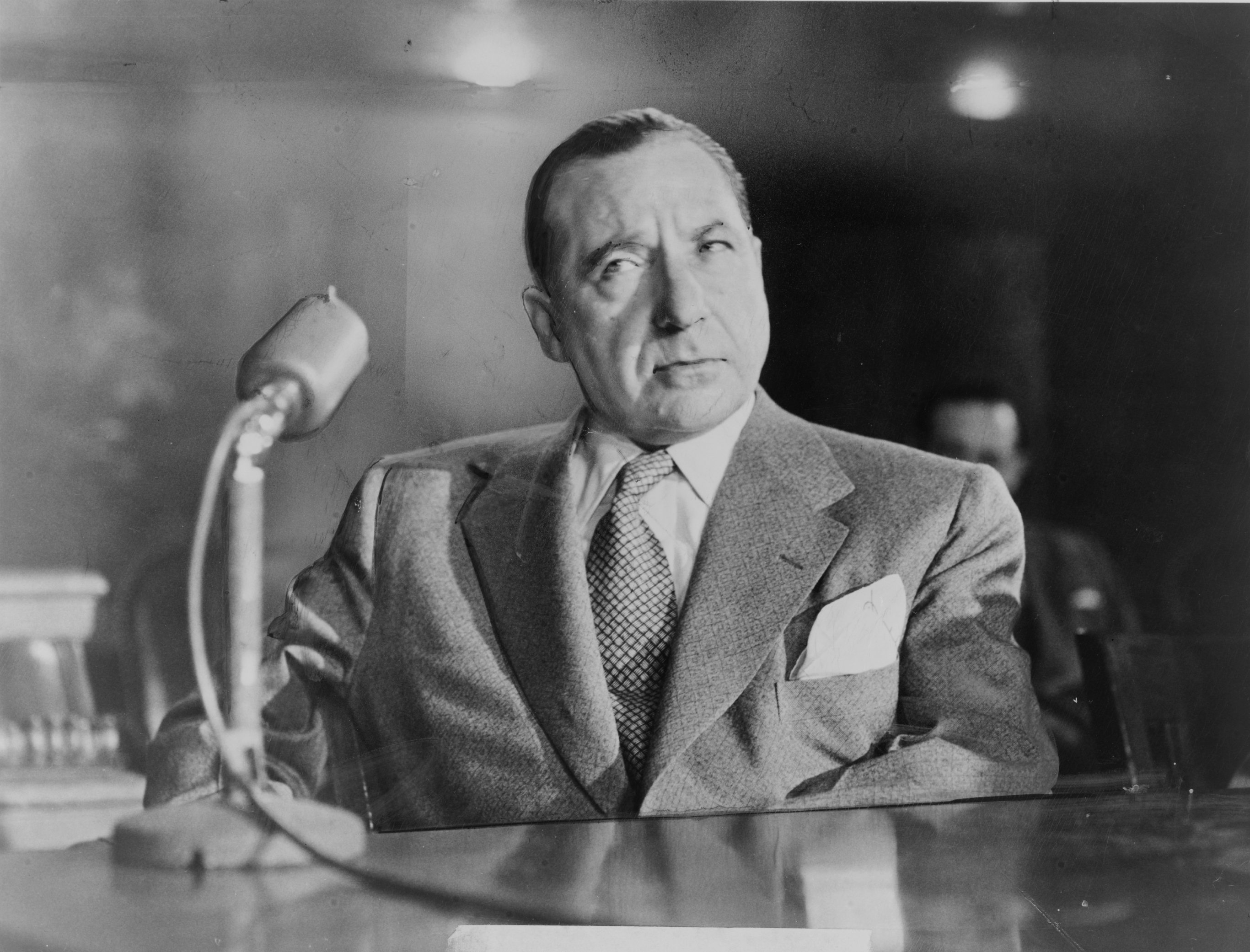
Frank Costello vid ett framträdande för Kefauverkommitén som undersökte organiserad brottslighet.

Frank Costello, född 26 januari 1891 i Cassano all'Ionio i Kalabrien i Italien, död 18 februari 1973 på Manhattan i New York, var en italiensk-amerikansk maffialedare, boss för familjen Luciano i New York under 1950-talet. Han valde att avgå efter ett misslyckat attentat mot honom. Skytten Vincent 'Chin' Gigante, en av Costellos egna soldater, lyckades endast såra Costello som dock fattande "vinken" och avgick som boss.